# Cerimônia de abertura dos Jogos Pan-Americanos de 2007

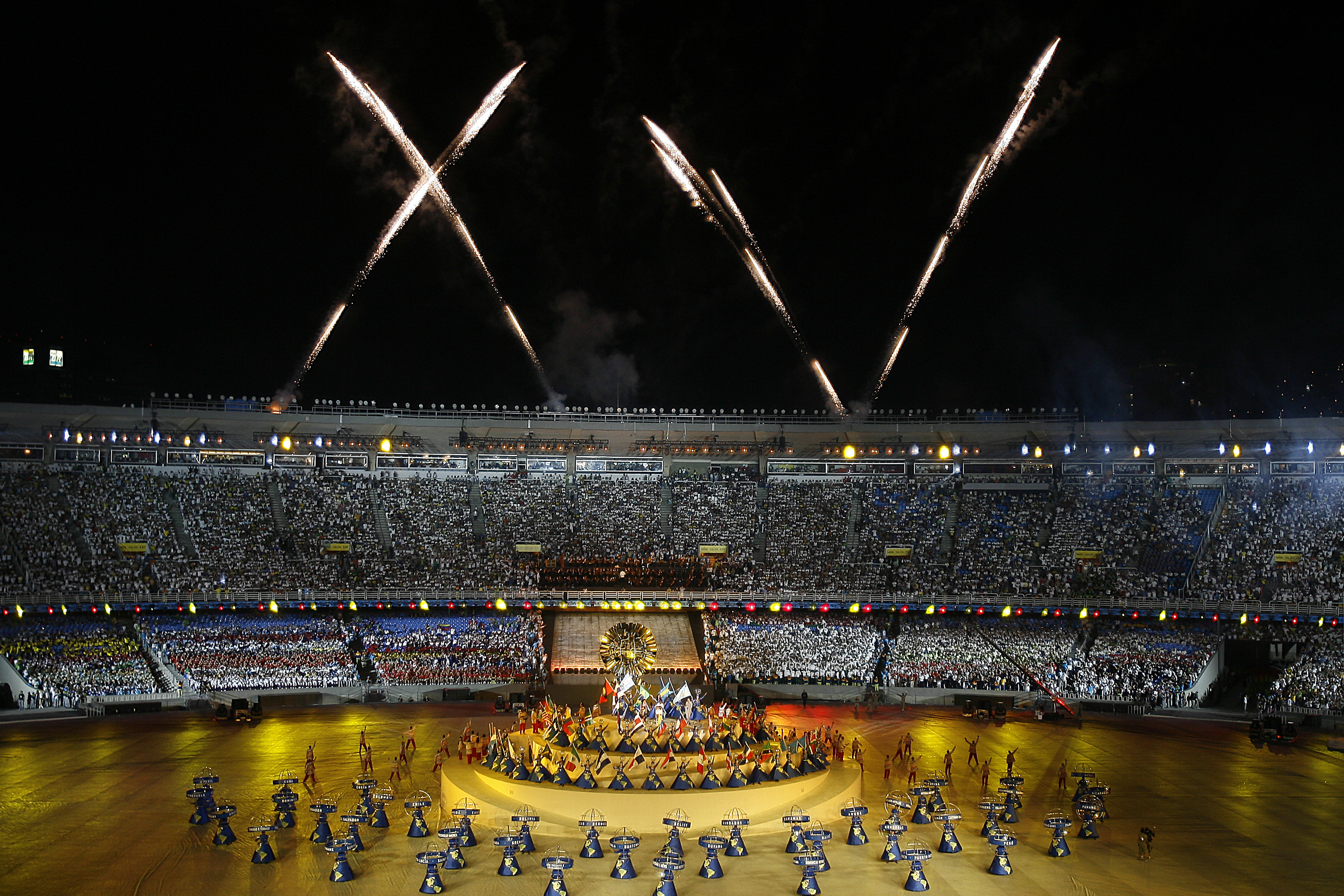
A formação do numeral XV com fogos de artifício, fazendo referência aos XV Jogos Pan-Americanos.

A cerimônia de abertura dos Jogos Pan-Americanos de 2007 marcou o início oficial dos XV Jogos Pan-Americanos, ocorridos na cidade do Rio de Janeiro de 12 a 29 de julho de 2007. Sua realização ocorreu no dia 13 de julho às 18 horas (UTC−3) no Estádio do Maracanã, localizado no bairro homônimo, e teve duração de três horas e meia.
Produzido pelo americano Scott Givens, que já havia trabalhado em diversas cerimônias de abertura de Jogos Pan-Americanos e Jogos Olímpicos, o evento teve como diretores artísticos a carnavalesca Rosa Magalhães e o designer Luiz Stein. 75 mil espectadores assistiram, no Estádio, às performances artísticas realizadas por cerca de 4.500 artistas voluntários e 5.500 esportistas.
Os aspectos centrais da cerimônia de abertura foram baseados na cultura do Brasil e na interatividade com o público. Seguindo as tradições da Organização Desportiva Pan-Americana (ODEPA) e do Movimento Olímpico, foi apresentado, em sua estrutura, um segmento protocolar, composto pelo desfile de apresentação das delegações, discursos das autoridades, hasteamento das bandeiras (nacional, da ODEPA e a olímpica), execução de hinos e juramentos dos atletas e dos árbitros. A parte artística foi dividida em três segmentos: "Energia do Sol", "Energia das Águas" e "Energia do Homem", ressaltando aspectos como a cultura e as belezas naturais do Rio de Janeiro.

## Preparativos
A cerimônia começou a ser preparada no ano de 2004 com o início da formação da equipe executiva e a definição das diretrizes fundamentais por parte do Comitê Organizador dos Jogos Pan-Americanos de 2007 (CO-RIO). Segundo o produtor executivo do evento, Scott Givens, o aspecto central da cerimônia baseou-se em duas premissas: na multiplicidade cultural do Brasil e na interatividade com o público, que teve papel importante no espetáculo.

### Formação da equipe

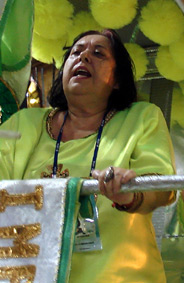
A carnavalesca Rosa Magalhães foi uma das organizadoras da cerimônia.

Considerando o porte do evento, logo depois dos Jogos Olímpicos de Atenas, em 2004, os representantes do CO-RIO fizeram contato com Givens, que aceitou o convite para produzir o evento. Em seguida, ele foi levado ao Rio de Janeiro, onde visitou diversos locais, inclusive o Maracanã. Havia, até então, apenas a definição do conceito do espetáculo e algumas diretrizes básicas acertadas. A primeira medida foi a formação de uma equipe de trabalho composta exclusivamente por brasileiros. Em 2006, depois de várias entrevistas com diretores artísticos brasileiros, e considerando suas experiências em grandes eventos, foram escolhidos os nomes de Rosa Magalhães e Luiz Stein, seguidos da contratação do diretor musical, Alê Siqueira. A equipe da Área Funcional de Cerimônias foi então dividida em cinco setores: administrativo (gerenciamento de recursos e infraestrutura), artístico (desenvolvimento artístico e supervisão de produção), técnico (projeto, execução e instalação de equipamentos e tecnologias), protocolar (cumprimento de todas as obrigações previstas nos Regulamentos dos Jogos) e de produção.
Ainda em 2006, o roteiro da cerimônia foi apresentado oficialmente para o Governo Federal, através dos Ministérios do Esporte e da Cultura, que o aprovaram. No mesmo período, os coreógrafos Doug Jack e Bryan Walters foram contratados e começaram a projetar os figurinos e cenários. Todas as peças usadas no espetáculo passaram por um processo de modelagem e uma série de protótipos foram feitos para que pudessem ser testados sua funcionalidade e seu efeito visual. Com esta organização, o orçamento foi fechado, com previsão de contemplar, também, aspectos da infraestrutura relacionados ao som e aos efeitos pirotécnicos.
Quando completamente formada, a equipe de organização das cerimônias contou com, aproximadamente, 900 profissionais, entre eles 44 estrangeiros. A maioria dos especialistas contratados para o Rio 2007 tinha no currículo a participação em pelo menos duas edições de Jogos Olímpicos.
Todos os envolvidos na produção das cerimônias, dos diretores às costureiras que produziram os figurinos, assinaram um contrato de confidencialidade, assim como os presentes aos ensaios da cerimônia. O então secretário estadual de Turismo, Esporte e Lazer, Eduardo Paes, adiantou que um dos destaques da apresentação seria uma cachoeira, contudo, devido ao termo assinado, não poderia dar maiores detalhes.

### Seleção de voluntários, ensaios e preparo das alegorias

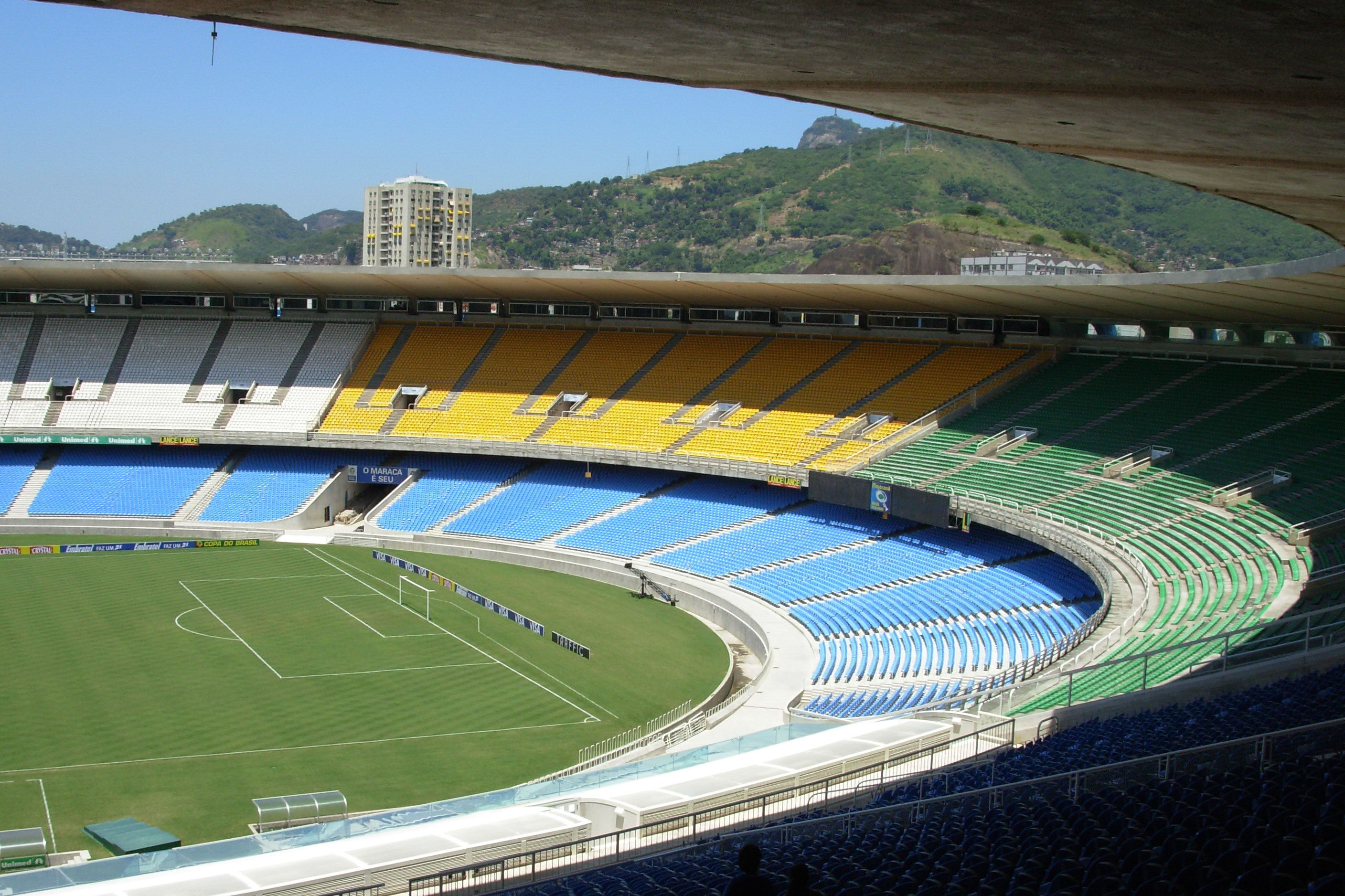
Maracanã em 2007 reformado para os Jogos.

O grupo de profissionais se dividiu na orientação de 6.124 voluntários, que foram distribuídos por todas as áreas de trabalho. O processo de seleção desses voluntários mobilizou especialistas, coreógrafos e músicos principalmente, que se dividiram em dezenas de audições até chegarem ao grupo que, de fato, atuaria nos shows. Uma vez selecionado o elenco, foi preciso estruturar uma política de ensaios.
Para receber os testes de coreografia e de operação das alegorias, uma área do Sambódromo da Marquês de Sapucaí foi isolada. Para que não houvesse risco de vazamento de informações, os ensaios foram feitos sempre à noite e debaixo de tendas. Com a proximidade dos Jogos, houve a transferência dos ensaios para o Maracanã para familiarização da equipe.
O diretor da cerimônia, Scott Givens, em ensaio aberto à imprensa, no dia 12 de junho de 2007, pediu ao público que vestisse roupas brancas, afirmando que seria de suma importância para o desenrolar do espetáculo. Foram confeccionadas um total de 5.365 figurinos de 24 modelos, 6.000 pares de sapatos e 155 alegorias. As cores da bandeira brasileira foram bastante usadas no figurino dos bailarinos. As alegorias foram produzidas em barracões localizados no Centro do Rio. Para que houvesse progresso nos ensaios, foi necessário simular o gramado do Maracanã de maneira a orientar marcações, principalmente para os bailarinos. Um geógrafo foi contratado para reproduzir a área, fazendo uma redução em escala do gramado no Sambódromo.

### Projetos de sonorização, iluminação e pirotecnia

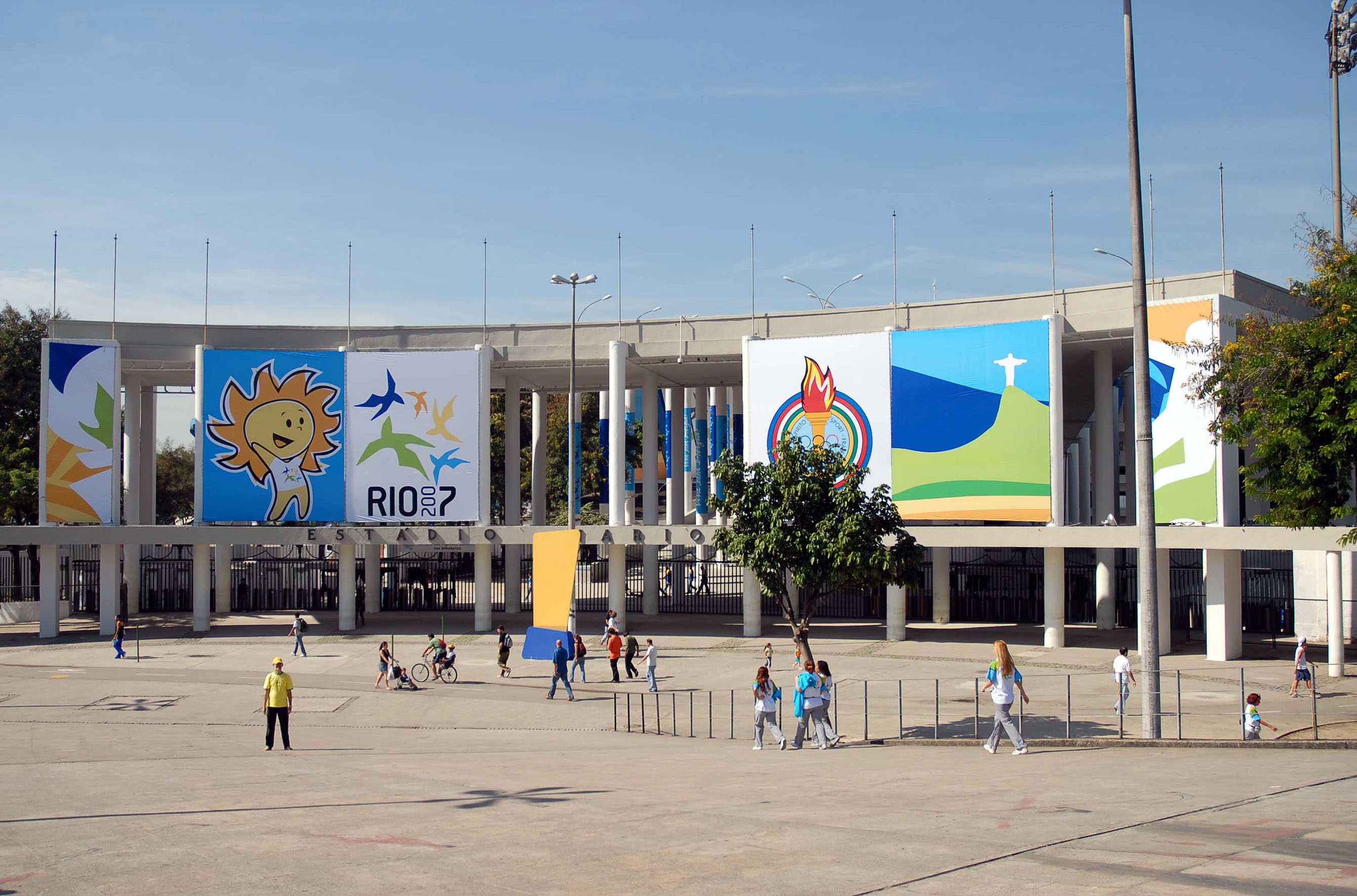
Acesso ao Maracanã decorado com motivos dos Jogos e pelo mascote Cauê, no dia da cerimônia.

Para solucionar as limitações acústicas de um espaço como o Maracanã, o CO-RIO contratou o sound designer Patrick Baltzel, que usou alternativas tecnológicas como a implantação de uma estrutura temporária sob a marquise do estádio (que não podia ser modificada), onde foram instaladas as caixas acústicas. Além disso, operou pessoalmente a mesa de som. Nas transmissões feitas para os veículos de comunicação, seguia o som final gravado em estúdio, e na plateia, ouvia-se a junção da versão final gravada com a captura do som produzido em tempo real.
O projeto de iluminação permitiu que fossem utilizadas mais de mil moving lights controladas por computador e alinhou o funcionamento conjugado de vários geradores. Os fogos de artifício coreografados foram planejados por um grupo de especialistas espanhóis liderados por Eric Tucker e, assim como os recursos de áudio e luz, tiveram sua programação feita com base na trilha musical. Onze mil disparos foram feitos durante o evento. Ao todo, foram distribuídos 127 pontos de disparo, sendo 60 deles no teto do estádio e os demais espalhados pelo campo e pelo palco central.

### Acertos finais

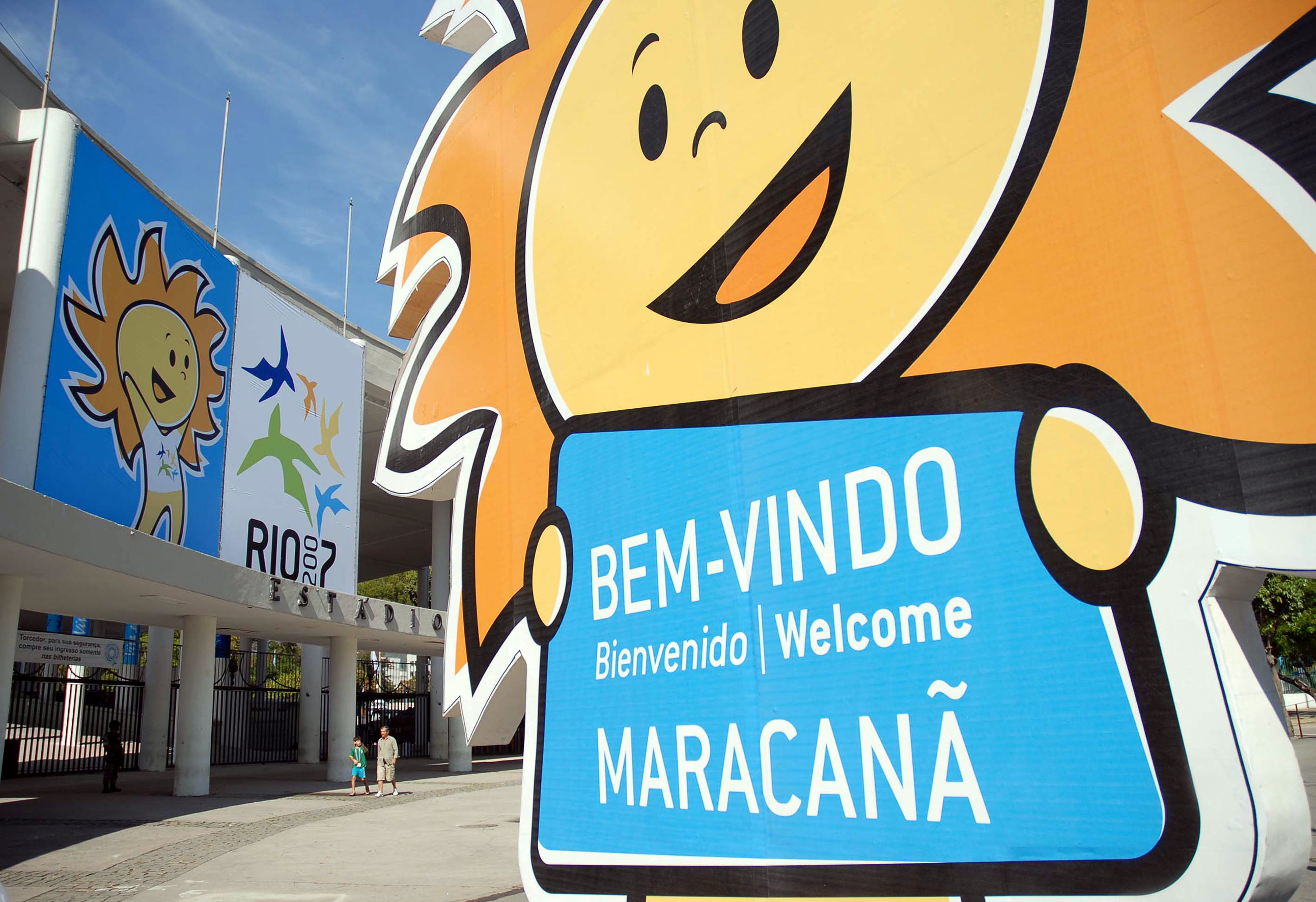
Mascote dos Jogos com identificação de um dos acessos do Maracanã no dia da cerimônia.

A 61 dias da abertura, no dia 12 de maio de 2007, o presidente do Comitê Olímpico Brasileiro, Carlos Arthur Nuzman, afirmou que sua maior preocupação naquele momento era a cerimônia de abertura ao declarar: "Preocupação nós teremos sempre todas. Mas a que nos centra a atenção maior hoje é a cerimônia de abertura dos jogos, pela sua grandiosidade, pela sua complexidade, e pelos detalhes, que é inusitada aqui no Brasil". Um mês depois, e a um mês da abertura dos jogos, no dia 12 de junho de 2007, às 19 horas, ocorreu o primeiro ensaio geral. Os voluntários foram divididos em 18 grupos que ensaiaram separadamente, procedimento que ocorreu outras 15 vezes antes do espetáculo.
A fase final de preparação do evento precisou de adaptações, pois o estádio não tinha estrutura suficiente para shows. De acordo com Rosa Magalhães, os envolvidos no espetáculo não poderiam ficar em camarins, como geralmente acontece, e o transporte das alegorias para o campo necessitaria de cuidados especiais devido aos acessos estreitos. Além disso, havia poeira das obras no estádio durante os ensaios e a preocupação com o gramado ao confeccionar as alegorias fez com que elas fossem mais leves que o usual, pesando até 500 kg. Outro imprevisto ocorrido durante os preparativos foi a constatação de que os acessos ao gramado eram insuficientes para dar vazão ao volume de figurantes escalados para participar da festa de abertura. Em virtude disso, foram instaladas pontes de madeira e acessos improvisados e foram derrubados trechos da mureta junto ao fosso que circundava o gramado.

### Venda de ingressos

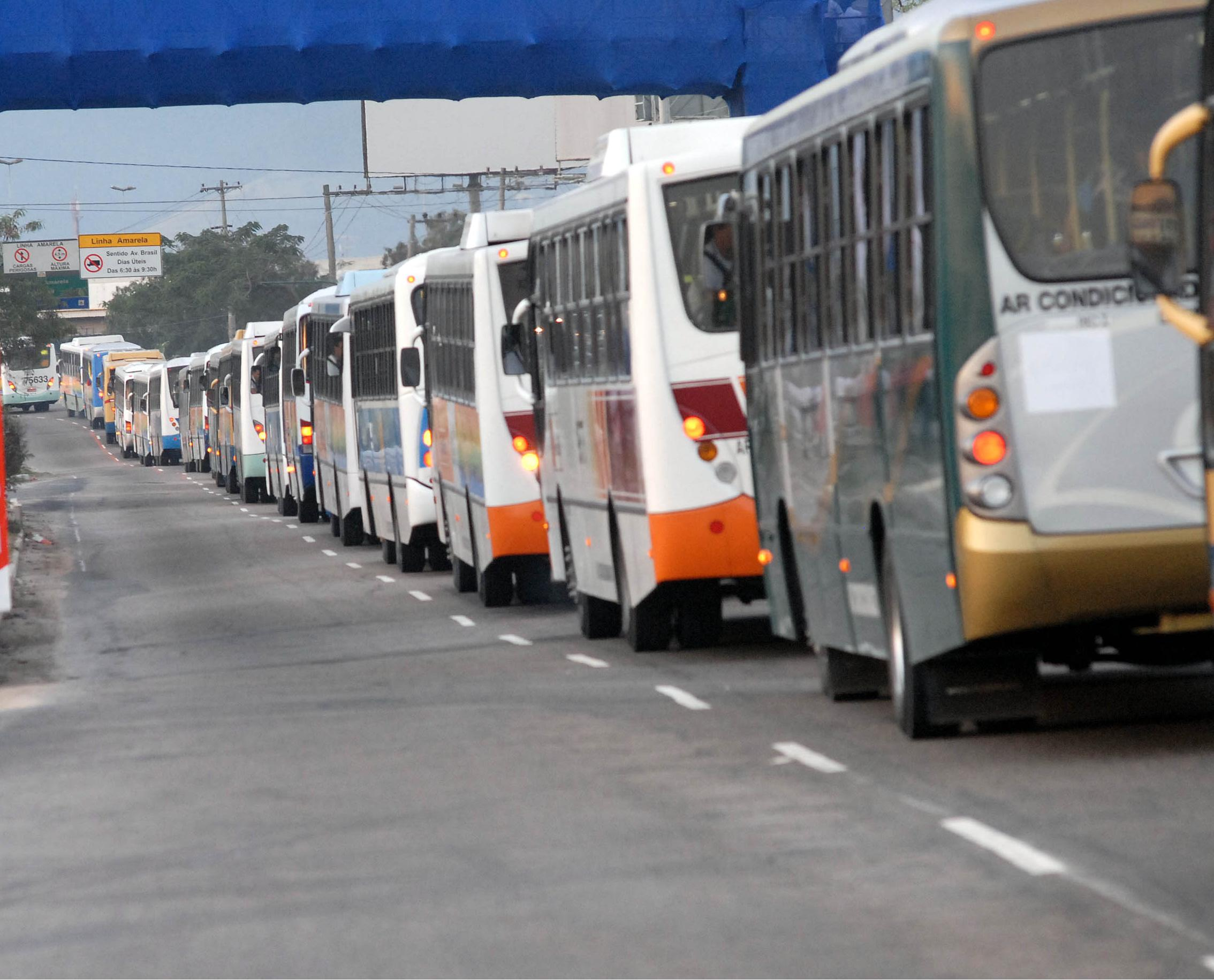
Comboio de ônibus leva atletas para a Cerimônia de abertura.

A bilheteria foi operada pela empresa Ticketronics, que venceu em 15 de fevereiro de 2007 o processo seletivo para a prestação de serviços de vendas de ingressos. A empresa foi responsável por toda a operação de venda, que funcionou 24 horas por dia e incluía sistema de venda, central de atendimento telefônico, operação de 50 bilheterias com 500 funcionários, disponibilização em cada bilheteria de um funcionário trilíngue (fluente em português, espanhol e inglês), instalação das bilheterias e de equipamentos para impressão dos ingressos. Cumprindo os regulamentos da ODEPA e os compromissos contratuais com os patrocinadores e parceiros, foi reservado um máximo de 33% da capacidade de público para venda à entidade, aos 42 Comitês Olímpicos Nacionais participantes e a patrocinadores, parceiros, detentores de direitos dos Jogos, entes governamentais e setor do turismo. As Confederações Brasileiras Dirigentes de Esportes Olímpicos e Pan-americanos foram contempladas através do Comitê Olímpico Brasileiro (COB). O saldo de ingressos não adquiridos por esses segmentos até 21 de maio de 2007 seriam então colocado à venda para o público.
As vendas pela pela internet começaram em 4 de abril de 2007, sendo aceito pagamento em cartão de crédito e boleto bancário e com envio dos ingressos pelo correio. A venda nas bilheterias estava inicialmente programada para iniciar em 1 de julho, mas foi adiada, tendo início ao meio dia (UTC-3) de 3 de julho nas bilheterias dos locais de competição, ou seja, na arena do vôlei de praia de Copacabana, no Estádio de Remo da Lagoa Rodrigo de Freitas, no Riocentro e no Maracanã. Até o dia 12 de julho, véspera da cerimônia de abertura, as bilheterias funcionaram das 9 às 18 horas. Os ingressos foram vendidos com quatro faixas diferenciadas de preço (setores A, B, C e D), com valores variando de R$ 100,00 a R$ 250,00, com pagamento em dinheiro, cartão de débito ou cartão de crédito, não sendo aceitos cheques.

### Ações durante a cerimônia e medidas de segurança

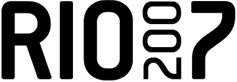
Marca Rio 2007.

Durante a cerimônia, a prefeitura do Rio de Janeiro elaborou um esquema especial para o trânsito nas proximidades e ruas de acesso ao Complexo do Maracanã para facilitar o acesso do público, de atletas e entidades. Foi determinado estacionamento proibido nas proximidades do estádio da meia-noite do dia 13 de julho até 1 da manhã do dia 14 de julho. Além das restrições viárias, as linhas exclusivas para o trânsito dos veículos dos Jogos continuaram funcionando. Elas eram identificadas pelo símbolo do RIO 2007 pintado na via e limitadas por uma faixa na cor laranja. Além disso, os espectadores foram recomendados a utilizar o transporte público.
Um número de 400 orientadores públicos estiveram presentes, além de 971 integrantes da Força Nacional de Segurança Pública, 460 integrantes da Guarda Municipal do Rio de Janeiro e 1.020 voluntários de apoio. Além disso, 112 magnetrômetros (detectores de metais) foram usados nas entradas do estádio, com capacidade de vistoriar 300 pessoas por hora.

## O evento

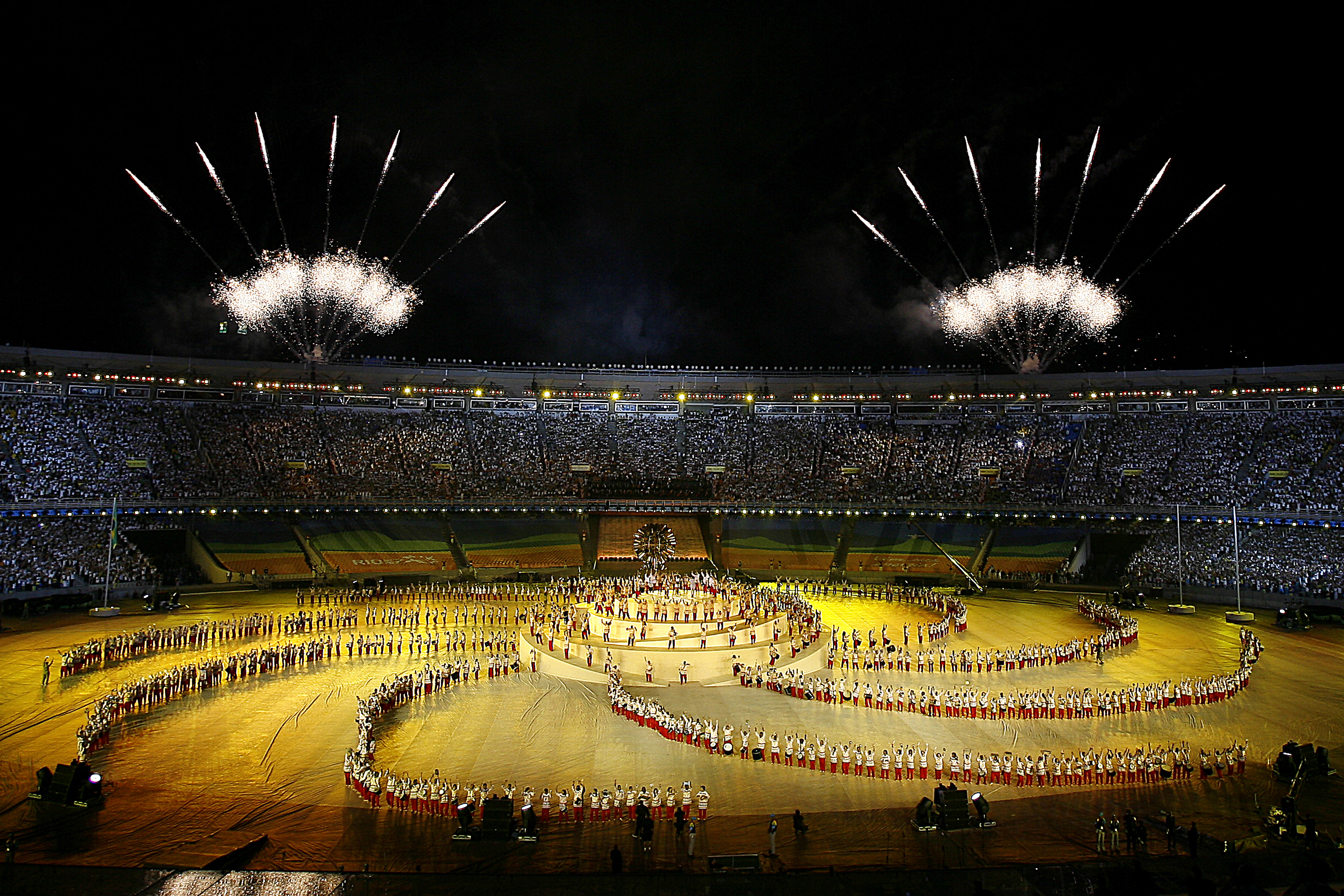
Percussionistas em formação.

Seguindo as tradições da Organização Desportiva Pan-Americana (ODEPA) e do Movimento Olímpico, a cerimônia de abertura apresentou, em sua estrutura, um segmento protocolar, composto pelo desfile das 42 delegações presentes, por discursos das autoridades (o presidente do CO-RIO e o da ODEPA), pelo hasteamento das bandeiras nacional, da ODEPA e do Comitê Olímpico Internacional, pela execução dos hinos nacional brasileiro e olímpico e pelos juramentos dos atletas e dos árbitros. Também foi apresentada uma parte artística.

### Execução do hino brasileiro e da música-tema
Uma queima de fogos e a contagem regressiva com imagens de todos os Jogos Pan-americanos realizados na história deram início à cerimônia.
A cantora Elza Soares abriu o evento cantando o Hino Nacional Brasileiro a cappella. Antes da cerimônia, ela havia afirmado que daria à música oficial do País um tom muito "pessoal", deixando sua "marca". Ela ficou bem em frente à pira onde foi acesa a chama dos Jogos Pan-Americanos. Após o hino, o público aplaudiu e a cantora foi às lágrimas. Em seguida, o baiano Kainã do Jeje, de 12 anos, abriu o segmento artístico tocando um instrumento típico do candomblé, e tendo como resposta o som de 1.500 ritmistas das escolas de samba Caprichosos de Pilares, Acadêmicos da Rocinha e Império Serrano, todas do Rio de Janeiro, e comandada pelo mestre Paulinho, da Beija-Flor de Nilópolis. Em seguida, a cantora Ana Costa interpretou a música-tema dos Jogos, "Viva Essa Energia", ao lado de Arnaldo Antunes, um dos compositores da canção do Pan.

### Desfile das delegações

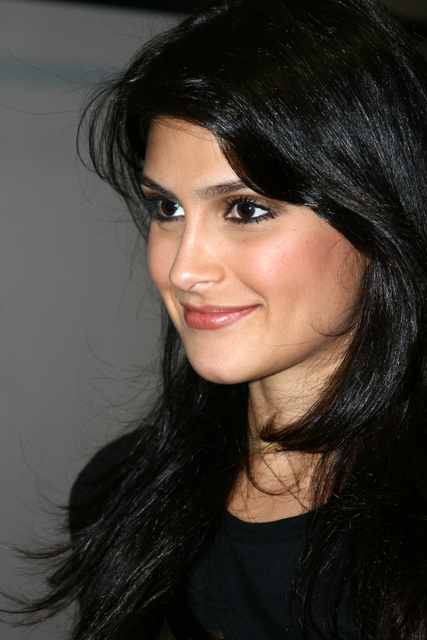
A Miss Brasil 2007 Natália Guimarães conduziu a bandeira brasileira ao palco montado no centro do estádio.

Com um fundo musical de chorinho, gênero derivado do choro, um ritmo popular originário do Rio de Janeiro, e ovação do público, o desfile dos atletas durou 50 minutos. Participaram um total de cerca de 5.500 atletas de 42 países. Conforme a tradição pan-americana, a delegação da Argentina, país-sede da edição inaugural dos Jogos, foi a primeira a entrar no estádio, sendo seguida pelas demais delegações perfiladas em ordem alfabética da língua do país anfitrião.
Logo depois, desfilaram, seguindo a ordem alfabética: Antígua e Barbuda, Antilhas Holandesas, Aruba, Bahamas, Barbados, Belize, Bermudas, Bolívia, Canadá, Chile, Colômbia, Costa Rica, Cuba, Dominica, El Salvador, Equador, Estados Unidos, Granada, Guatemala, Guiana, Haiti, Honduras, Ilhas Caimã, Ilhas Virgens Americanas, Ilhas Virgens Britânicas, Jamaica, México, Nicarágua, Panamá, Paraguai, Peru, Porto Rico, República Dominicana, Santa Lúcia, São Cristóvão e Névis, São Vincente e Granadinas, Suriname, Trinidad e Tobago, Uruguai e Venezuela. O desfile foi encerrado pela delegação anfitriã, que entrou às 18 horas e 53 minutos. Como prometido aos atletas, a entrada das delegações foi realizada logo no início da cerimônia, possibilitando que eles acompanhassem todo o evento acomodados em lugares reservados, próximos da Pira Pan-americana.
A delegação do Panamá chamou a atenção ao entrar com a bandeira do país. O Comitê Olímpico Internacional (COI) em uma medida excepcional, liberou os panamenhos da suspensão. No início daquele mês, o Quadro Executivo do COI suspendeu e retirou seu apoio econômico do Comitê Olímpico do Panamá, que se viu no centro de uma grande disputa legal entre dois grupos pelo controle da entidade.Por estar suspensa, a delegação panamenha teria que usar a bandeira da Organização Desportiva Pan-americana (ODEPA). A delegação recebeu autorização especial da ODEPA para usar sua bandeira durante os Jogos após uma reunião no dia anterior a cerimônia em que o então presidente do país Martín Torrijos estava presente. Nas tribunas, o presidente panamenho chorou copiosamente.
O público presente no estádio vaiou a entrada das delegações dos Estados Unidos, da Venezuela e da Bolívia, enquanto as mais aplaudidas foram Cuba, Jamaica e México. A entrada da delegação brasileira, última a desfilar por ser o país anfitrião, foi ovacionada pelo público, que cantou "Eu sou brasileiro, com muito orgulho, com muito amor". A Miss Brasil 2007 e segunda colocada na disputa do Miss Universo 2007, Natália Guimarães,estava segurando a placa com o nome do país,e levou a bandeira brasileira ao centro do palco, onde estavam as bandeiras das demais delegações. A música "Brasileirinho", choro composto por Waldir Azevedo, fechou a primeira parte da festa. A Orquestra Sinfônica Brasileira do Rio de Janeiro apresentou o hino que composto especialmente para os Jogos e começam as apresentações artísticas.

### Performances artísticas

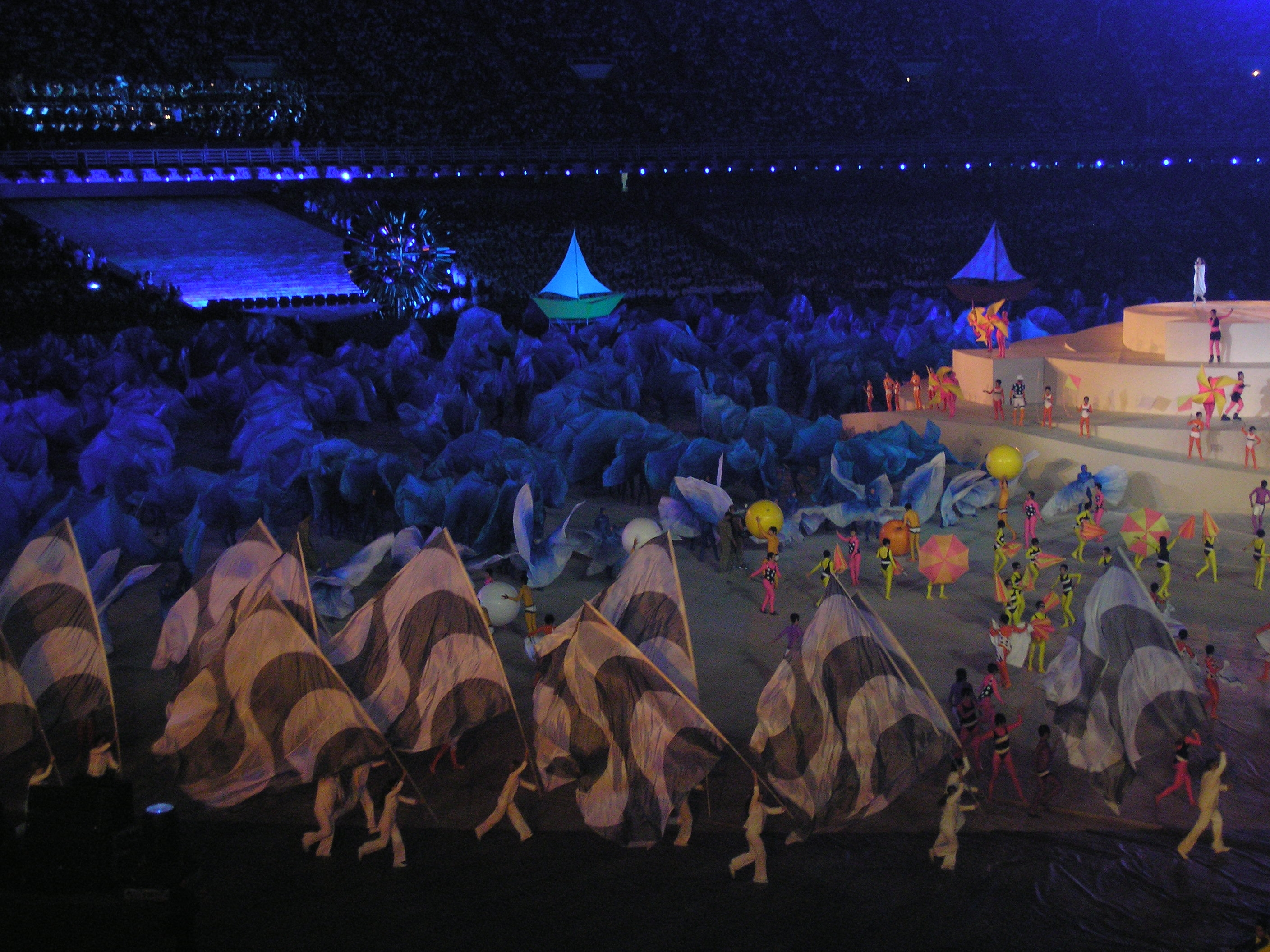
Segmento artístico da cerimônia de abertura, onde bailarinos carregam bandeiras com estapas em alusão ao calçadão da praia de Copacabana.

A parte artística da cerimônia foi dividida em três segmentos: Energia do Sol, Energia das Águas e Energia do Homem. Com música e elementos cenográficos, milhares de voluntários representaram a natureza, os costumes e o folclore do Brasil. Artistas como Adriana Calcanhotto e Cordel do Fogo Encantado interpretaram a trilha sonora dos segmentos. No total, 4.500 voluntários participaram das apresentações.
"A Energia do Sol" ou "O Sol que tudo move"
O início das performances artísticas ocorreu logo após a execução do hino dos Jogos, com a atriz Nathália Timberg lendo um poema de Arnaldo Antunes enquanto voluntários fantasiados de árvores e vitórias régias se aproximavam do palco, junto com alegorias de um jacaré, borboletas, pássaros e três cobras gigantes. O tema desta apresentação foi "O Sol que tudo move", coreografado por Renato Vieira. Luzes verdes tomaram o estádio para representar o florescimento da vida através das matas e da rica flora e fauna do Brasil. Um dos destaques desta parte foi o carro alegórico em forma de jacaré inteiramente articulado, graças a mecanismos desenvolvidos por especialistas do Festival Folclórico de Parintins, no Amazonas. O jacaré impressionou a todos pelo tamanho e beleza. Durante essa parte foi tocada a música "O Trenzinho do Caipira", de Heitor Villa-Lobos.
| [[:Imagem:\|O trenzinho do caipira]]                |
| [[Imagem:\|noicon]]                                 |
| Heitor Villa-Lobos - Orquestra Sinfônica Brasileira |

"A Energia da Água"
Em seguida, a iluminação fez o Maracanã ficar azul. O campo foi transformado em mar, com barcos sobre ondas, e dançarinos representando pessoas jogando vôlei e deitadas tomando sol, ao som instrumental  de "Águas de Março" de Tom Jobim. Este grupo simboliza a "Energia da Água" e é encerrado com a bossa "Wave" (também chamada de "Vou te Contar"), também de Tom Jobim, cantada pela cantora Céu. Após a invasão, as águas foram recolhidas, descortinando Copacabana, as belezas do Rio e sua produção artística, representada através da bossa nova. A praia de Copacabana foi representada pelo movimento ondular de bandeiras com estampas que reproduziam o famoso traçado de seu calçadão.
"A Energia do Homem"
Adriana Calcanhoto abriu o bloco da "Energia do Homem" cantando a clássica "Acalanto", de Dorival Caymmi. Sentada numa alegoria de uma cadeira gigante,Este bloco associou elementos do folclore e do trabalho diário, muitas vezes carregados de pesadelos e demandas pesadas, esta superação que vem com as festas e celebrações. A cantora evocou a criança escondida dentro de cada um ao cantar a clássica "Acalanto", de Dorival Caymmi. Sentada numa alegoria de uma cadeira gigante. Em um momento espontâneo o público começou a cantar junto com Calcanhoto,o conhecido refrão "Boi, boi, boi da cara preta, pega esta menina que tem medo de careta". No gramado pessoas vestidas com roupas típicas das mais diversas partes do Brasil e quatro figuras gigantes de bumba meu boi ocupavam o gramado. Através de "figuras fantásticas" de diversas regiões do país como a Bernúncia, o Cazumbá, a Carranca, a Coruja e o Boi da Cara Preta,neste momento,o imaginário infantil tradicional brasileiro,foi retratado e deu passagem ao ritmo do Grupo Cordel do Fogo Encantado, que cantou a canção "Foguete de Reis" (ou A Guerra) do álbum "Cordel do Fogo Encantado". A banda fez um espetáculo cênico, embalado no som percussivo e de violões regionais.
Após as apresentações o telão do estádio mostrou o mapa do Brasil e as cidades brasileiras por onde o revezamento revezamento tocha Pan-americana.Ao mesmo tempo eram exibidas diversas imagens, desde o seu acendimento no México até a cidade do Rio de Janeiro..

### Discursos e protocolo de abertura
Finalizada a parte artística, ocorreu o segmento protocolar, com os discursos do presidente do CO-RIO Carlos Arthur Nuzman, defendendo a realização das Olimpíadas no Brasil, em fala longa entrecortando em três idiomas (português, espanhol e inglês), e do presidente da ODEPA Mário Vázquez Raña, que foi feito em espanhol.
| “ | [...]. A partir de hoje o Rio se transforma, de fato e de direito, na cidade olímpica do Brasil e da América Latina. | ” |

A declaração de abertura, ao contrário do que historicamente acontece, não foi feita pelo presidente da República do país organizador dos jogos.Em um momento constrangedor, o presidente do COB e CO-RIO, Carlos Nuzman, pediu a palavra e declarou: "Estão abertos os Jogos Pan-americanos do Rio de Janeiro 2007. Boa sorte a todos". Em seguida houve a entrada e os  hasteamentos das bandeiras da Organização Desportiva Pan-americana (ODEPA) e do Comitê Olímpico Internacional (COI) pelos oficialmente denominados Dragões da Independência) ao som do hino olímpico. O juramento dos atletas foi feito pela taekwondista Natália Falavigna e dos árbitros foi feito pela árbitra de ginástica artística Yumi Yamamoto Sawasato.

Bandeira da ODEPA
Bandeira do Brasil
Bandeira Olímpica

### Acendimento da pira
. 

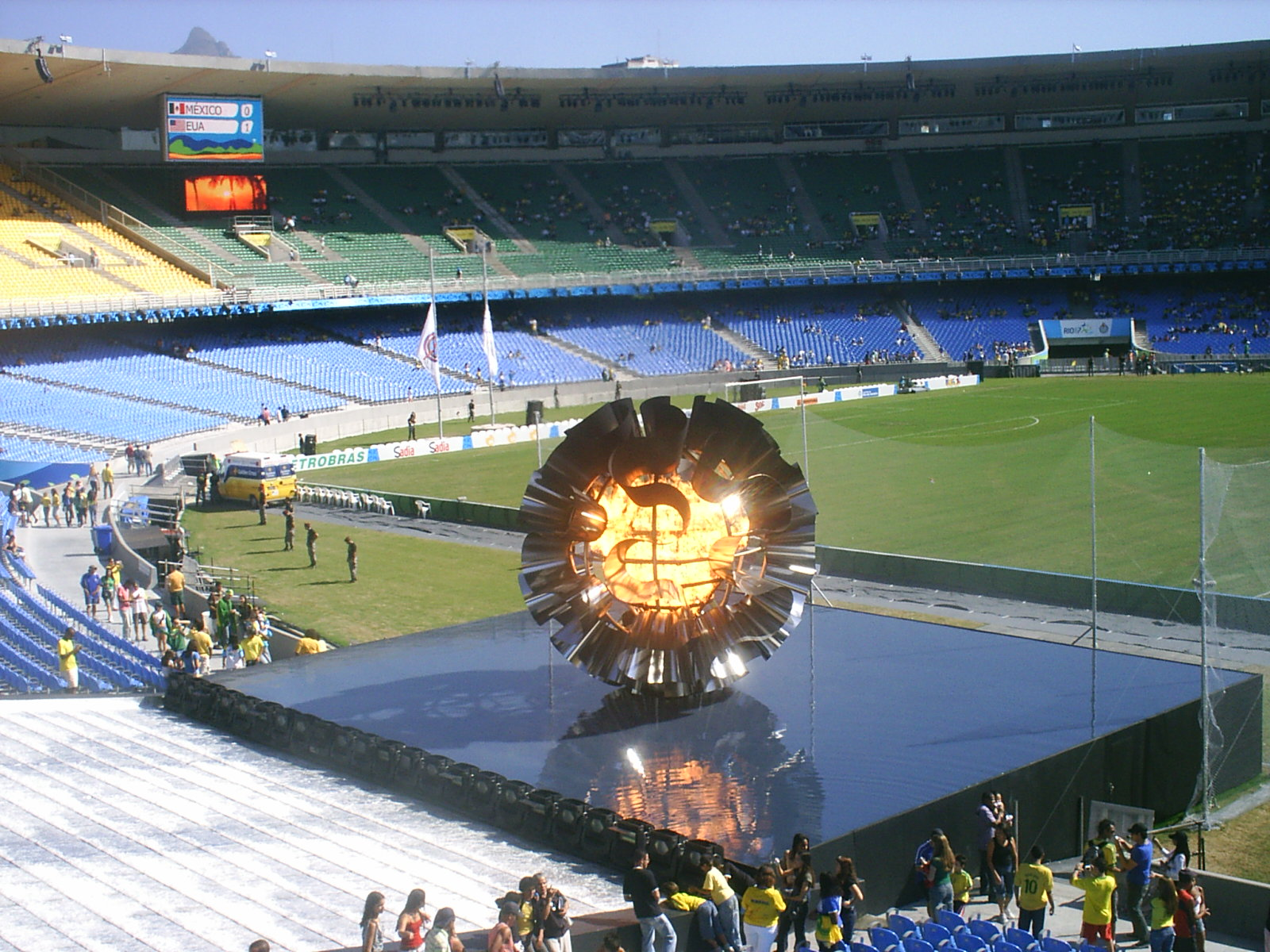
A Pira dos Jogos Pan-Americanos de 2007 acesa no Maracanã reformado no dia 20 de julho de 2007.

Seguiu-se uma "Prece Pela Paz", recitada em forma de música por Chico César, com a participação do Grupo Corpo de Deborah Colker, e o trecho final do revezamento da tocha pan-americana. Por volta das 20 horas e cinco minutos, a tocha chegou ao palco central, carregada por Torben Grael, atleta da vela. Ele não participou desta edição do Pan pois a classe Star não estava incluída na programação do evento. A tocha ainda passou pelas mãos de ex-atletas, como Marcelo Negrão, da equipe de voleibol masculino, campeã olímpica em Barcelona 1992, Paula e Hortência, da equipe de basquetebol feminino, campeã mundial em 1994 e medalha de prata nos Jogos Olímpicos de Verão de 1996, além de Gustavo Borges, quatro vezes medalhista olímpico na natação e o maior medalhista brasileiro em Jogos Pan-americanos até os Jogos de 2007. O último a receber a chama foi o ex-corredor e campeão olímpico em Los Angeles 1984 Joaquim Cruz, que acendeu a pira dos Jogos por volta das 20 horas e 15 minutos. A cantora Daniela Mercury encerrou a cerimônia cantando um medley de músicas, incluindo canções como "Aquarela do Brasil", de Ary Barroso, e "Cidade Maravilhosa" de André Filho sendo acompanhada por um show pirotécnico.

## Repercussão
A cerimônia alcançou grande projeção nacional e internacional, sendo bastante elogiada, além de receber prêmios internacionais entre várias indicações nos meses que se seguiram a sua realização.
Ainda em 2007, recebeu o prêmio Sport Business ISEMS Awards, concedido durante o International Sports Event Management and Security 2007, seminário e feira sobre eventos esportivos promovido pelo grupo Sport Business, no Estádio de Wembley, na Inglaterra. A escolha dos vencedores considerou critérios como criatividade, alto padrão de profissionalismo e qualidade de realização. Essas características deram à abertura do Rio 2007 o posto de melhor cerimônia do ano. No total, foram premiadas nove categorias relacionadas a diferentes aspectos da organização de eventos esportivos internacionais.
Alguns meses após, recebeu três indicações para concorrer ao Emmy 2008: Melhor Figurino, Melhor Direção de Arte/Cenário e Melhor Iluminação. Tendo vencido o de melhor figurino nos nomes de Rosa Magalhães (supervisão e desenho de figurino) e David Profeta (supervisão de figurino).
Além disso, o filme do evento venceu o Festival de Filmes Esportivos para Cinema e TV ("Sport Movies & TV 2008 - 26th Milan International Ficts Festival"), na categoria Esporte e Sociedade. O Festival acontece todos os anos em Milão, na Itália, e é promovido pela Federação Internacional de Cinema e Televisão Esportiva (FICTS). É considerado o mais importante festival de filmes esportivos para o cinema e televisão. Neste ano foram selecionados para a fase final 172 filmes em nove categorias. A entrega do prêmio foi feita dia 5 de maio de 2008 ao produtor executivo da cerimônia Scott Givens.
Finalmente, também conquistou premiação em seis categorias do "Telly Awards", prêmio instituído em 1978, nos Estados Unidos, que visa a promover a inspiração e a criatividade nas artes visuais. Foram 3 estatuetas de prata nas categorias Eventos Televisionados ao Vivo, Esporte Televisionado e Vídeo de Esporte e 3 de bronze nas categorias Entretenimento Televisionado, Vídeo de Entretenimento e Vídeo de Eventos ao Vivo.

## Polêmicas e incidentes

### Vaias

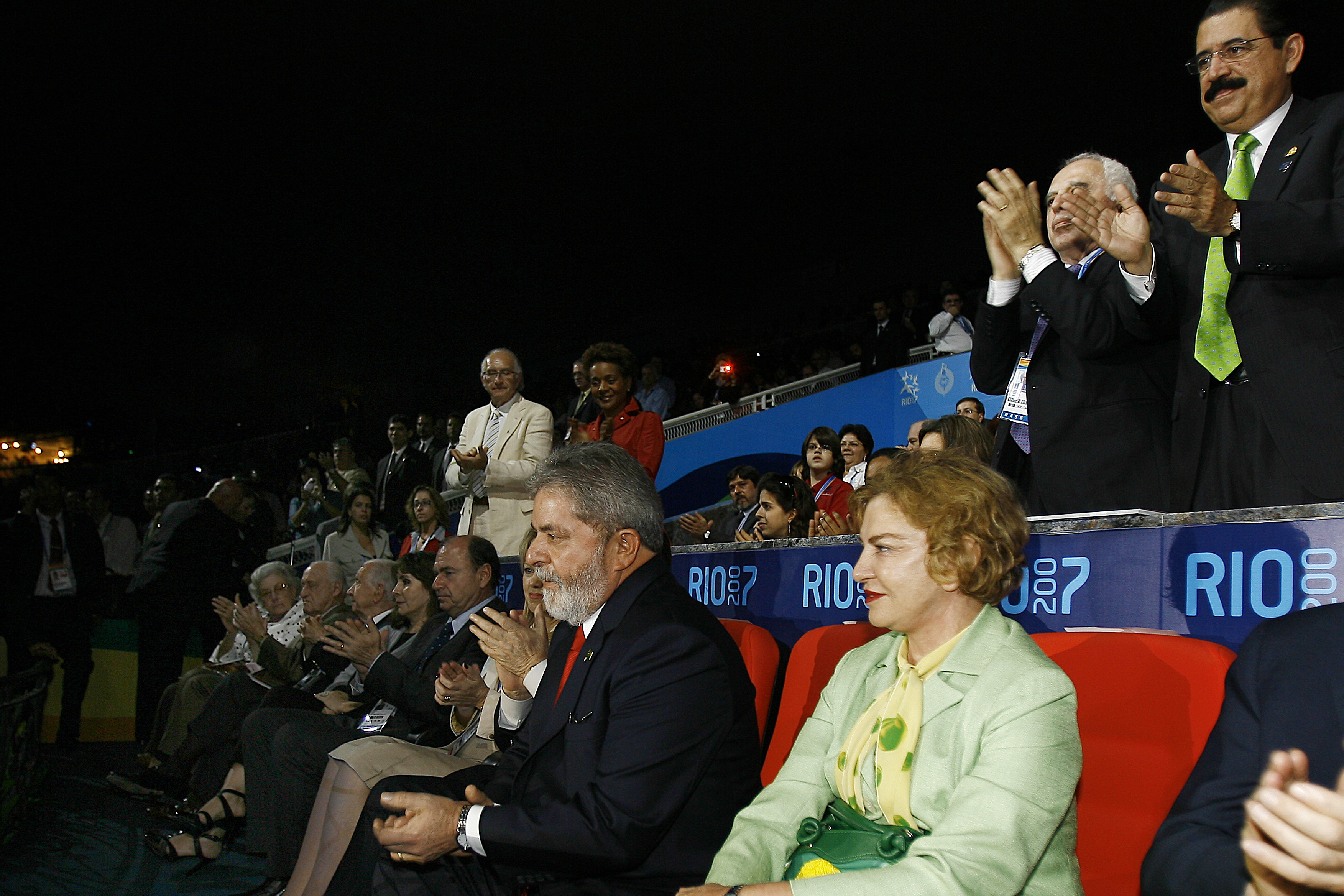
Presidente Lula e primeira-dama Marisa Letícia acompanham a cerimônia de abertura.

A cerimônia de abertura dos Jogos Pan-Americanos de 2007 foi marcada por vaias ao presidente Luiz Inácio Lula da Silva. Lula foi vaiado todas as vezes em que foi anunciado, citado ou teve sua imagem exibida nos telões e, ao contrário do que sempre aconteceu neste tipo de cerimônia, não fez a declaração de abertura dos Jogos, que ficou a cargo do presidente do CO-RIO Carlos Arthur Nuzman. Além das vaias dirigidas ao então presidente Lula, nos desfiles das delegações, ocorreram vaias para as delegações dos Estados Unidos, da Venezuela e da Bolívia.
As manifestações dos torcedores continuaram durante todo o evento, tendo inclusive o incentivo do comentarista e ex-jogador de basquetebol Oscar Schmidt, que gritava e gesticulava a cada apresentação de um atleta estrangeiro nas competições de ginástica artística. Outros episódios de vaia foram registrados, por exemplo, no judô, após a eliminação do brasileiro Flávio Canto, e no atletismo, a cada participação de estrangeiros, principalmente argentinos, cubanos e americanos. Entre os atletas, alguns defenderam as manifestações da torcida, enquanto outros criticaram. Ivan Silva, do decatlo, chegou a declarar que, por causa da torcida, o Brasil poderia nunca mais receber um evento esportivo deste porte. Para o prefeito Cesar Maia, entretanto, as vaias reforçavam a necessidade de uma candidatura olímpica, por diversificar a plateia nos locais de competição e apresentar ao público em geral a forma correta de se portar conforme o esporte.

### "Hoy"
Mário Vázquez Raña, presidente da ODEPA, fez seu discurso em espanhol e protagonizou um momento cômico: após desejar Boa Noite para o público durante o seu discurso,disse a palavra "Hoy" que em ao ser traduzida do espanhol é a palavra hoje, porém,pelo fato da palavra ser um falso cognato,o público achou que ele os estava saudando novamente e imediatamente o respondeu com a saudação "Oi". A situação aconteceu repetidamente no meio do discurso, pois a cada momento que o dirigente iniciava uma frase com referência "ao dia de hoje",a palavra "hoy" se repetia,devido ao desconhecimento da língua espanhola,o público presente no estádio,o ironizava repetindo a palava "Oi", como se retornasse um cumprimento.